# 496
El 496 (CDXCVI) fou un any de traspàs començat en dilluns del calendari julià.

## Esdeveniments
- El papa Anastasi II comença el seu pontificat.

## Naixements
- Gao Huan

## Necrològiques
- Papa Gelasi I